# Corydoras ambiacus
Corydoras ambiacus är en fiskart som beskrevs av Cope 1872. Corydoras ambiacus ingår i släktet Corydoras och familjen Callichthyidae. Inga underarter finns listade i Catalogue of Life.